# Shot at the Night
"Shot at the Night" é uma canção da banda americana de rock The Killers. Ela foi o primeiro single do álbum de grandes êxitos Direct Hits. A faixa foi revelada em 16 de setembro de 2013, no aniversário de 10 anos do primeiro show do grupo em Londres e foi liberada nas rádios no dia seguinte.

## Gravação e produção
A canção foi produzida por Anthony Gonzalez, do grupo M83, que havia apoiado a banda durante a Day & Age World Tour. Sobre a colaboração com Gonzalez, o vocalista Brandon Flowers afirmou que "ele é um desses novos produtores. Ele é um mago da técnica, mas você não pode descontar sua musicalidade. Muitas pessoa o fazem, por causa do advento dos computadores, mas ele é um verdadeiro músico também. Ele e Stuart Price podem ser conhecidos por sua capacidade digital, mas eles são bons músicos, dos melhores que já conheci".

## Recepção da crítica
A canção foi bem recebida pelos críticos. A revista NME disse que era "uma das melhores faixas da semana", afirmando que "é uma boa mistura do synth-pop de Gonzalez com estilo bombástico do The Killers". A Spin também elogiou o single. A Rolling Stone afirmou que a canção era "sólida", e disse que "Shot at the Night" era a melhor música do ano.

## Paradas musicais
| Paradas (2013)                                | Melhor posição |
| --------------------------------------------- | -------------- |
| Bélgica (Ultratip Bubbling Under de Flandres) | 11             |
| Bélgica (Ultratip Bubbling Under da Valônia)  | 36             |
| Canadá (Billboard Hot 100)                    | 90             |
| Irlanda (IRMA)                                | 33             |
| Escócia (Scottish Singles Chart)              | 19             |
| Reino Unido (UK Singles Chart)                | 23             |
| Estados Unidos (Billboard Rock Songs)         | 22             |
| Estados Unidos (Billboard Alternative Songs)  | 20             |
| Estados Unidos (Billboard Rock Airplay)       | 25             |
| Estados Unidos (Billboard Rock Digital Songs) | 15             |